# Violencia de género en Ecuador
En Ecuador se define como violencia de género a cualquier tipo de violencia tanto física, psicológica, sexual o patrimonial; de la cual una mujer es víctima. Según la Agenda Nacional de las Mujeres y la igualdad de género del 2014 al 2017, en Ecuador, 6 de cada 10 mujeres han vivido algún tipo de violencia de género en diversos ámbitos y por diversas personas. Es decir, a cerca de 3 260 340 mujeres no se respeta su derecho a una vida libre de violencia, el cual es un derecho consagrado constitucionalmente en 2008 y en instrumentos internacionales suscritos por el país. De 60,6 % de mujeres violentadas, el 53,9 % ha vivido violencia psicológica como una de las agresiones más frecuentes, le sigue la violencia física con el 38,0 %. Las cifras de violencia sexual es menor a las anteriores, pero no deja de ser preocupante, ya que 1 de cada 4 mujeres (25,7 %) ha sido violentada sexualmente. En cuanto a la violencia patrimonial, ésta afecta a un 16,7 % de las mujeres a nivel nacional y se suele manifestar sumada a otro tipo de violencias, por lo tanto se convierte en un determinante contra la autonomía de las mujeres. El mayor porcentaje de violencia de género en cuanto a su identificación étnica en el país lo presentan las mujeres indígenas con un 67,8 % y las afroecuatorianas con un 66,7 %, siguen las montubias con 62,9 %, las blancas con 59,7 % y las mestizas con 59,1 %. De la misma manera, se observa, que la violencia de género tiene una relación directa con la edad en que una mujer inició la convivencia con su pareja. Así, el 67,9 % y 70,5 % de mujeres unidas o casadas a temprana edad, entre 16 a 20 años, respectivamente sufrieron violencia; mientras que, en menor porcentaje las mujeres  que se unieron o casaron a mayor edad, entre 21 a 26 años y más, sufrieron violencia el 51,1 % y el 69,2 %.

## Antecedentes
Hasta los años noventa la violencia contra las mujeres en América Latina y el Caribe era considerado un asunto en el cual el Estado no debía intervenir, sobre todo cuando este tipo de violencia ocurría en el núcleo familiar. Adicionalmente, este problema y su magnitud eran poco conocidos, por lo que se creía que la violencia hacia la mujer era un problema aislado y no se lo consideraba como una problemática social ni política. Como resultado de esta situación, la violencia de género era invisible tanto en el ámbito legislativo como en el ejecutivo y judicial, como también en la sociedad en general.
Ecuador no era la excepción puesto que ninguna mujer víctima de violencia intrafamiliar, especialmente por parte de su pareja, era capaz de denunciar a su agresor y mucho menos exigir una sanción al mismo. Esto se daba debido a que en una disposición del Código de Procedimiento Penal se prohibía la denuncia entre cónyuges o entre ascendientes o descendientes, quienes suelen ser testigos de episodios de violencia intrafamiliar. Además, este tipo de violencia contra las mujeres no estaba tipificada en las leyes del país. No es sino hasta finales de los ochenta cuando empezaron a surgir discusiones acerca de la violencia contra las mujeres como resultado del movimiento de mujeres para llamar la atención sobre este particular, y de la divulgación de los resultados de las primeras investigaciones y estudios realizados por organizaciones de la sociedad civil. Gracias a estas evidencias y a presiones realizadas por grupos de mujeres organizadas, el gobierno ecuatoriano y la sociedad empezaron a desnaturalizar esta práctica y tomaron iniciativas para asumir la responsabilidad de enfrentarla.
De la misma manera, el Estado ecuatoriano ratificó compromisos internacionales como la Convención sobre la Eliminación de Todas las Formas de Discriminación contra las mujeres- CEDAW (1981) y la Convención Interamericana para Prevenir, Sancionar y Erradicar la Violencia Contra la Mujer de Belém do Pará (1995), y suscribió la Plataforma de acción de Beijing (1995). Gracias a estos documentos internacionales de carácter vinculante, el Estado ecuatoriano se vio obligado a implementar políticas que reduzcan la violencia contra las mujeres y se comprometió a asegurar su acceso a la justicia. Es dentro de este marco que se crearon las primeras Comisarías de la Mujer y la Familia (CMF) en 1994, como instancias para sancionar la violencia a la mujer y la familia. Además, en 1995 se promulgó la Ley 103 contra la violencia a la mujer y la familia, gracias a la cual las víctimas de agresión intrafamiliar podían obtener protección y acceder a la justicia. estos dos hitos fueron los que cambiaron la actitud que tenía el Estado hacia la violencia contra la mujer.

## Ley Orgánica Integral contra la Violencia de Género
En el mes de agosto de 2017, el presidente de la república, Lenín Moreno presentó un proyecto de Ley Orgánica para la Prevención y Erradicación de la Violencia de Género contra las Mujeres ante el pleno de la Asamblea Nacional. El presidente señaló: "No es posible que en Ecuador muera una mujer cada 3 días por un hecho violento... Seis de cada 10 mujeres enfrentan algún tipo de violencia, hace 3 años la Asamblea Nacional penalizó el femicidio, pero no ha sido suficiente" el presidente resaltó que "No podemos seguir impávidos ante los asesinatos de mujeres, hago un llamado a todos, para que enfrentemos la violencia contra la mujer y la familia". La ley fue aprobada el 26 de noviembre de 2017.

## Amiga, ya no estás sola
En Guayaquil, la asambleísta por el Partido Social Cristiano, Dallyana Passailaigue, también promotora de la ley orgánica para la prevención y erradicación de la violencia de género contra las mujeres, presentó al Concejo Municipal liderado por el alcalde
Jaime Nebot un plan estratégico de ayuda a las mujeres denominada Amiga, ya no estás sola, que cuenta con una línea telefónica de asistencia a cargo de la Corporación de Seguridad Ciudadana de Guayaquil, una oficina de ayuda y asesoría jurídica gratuita disponible desde mayo de 2018, y capacitaciones para aportar a la reducción de cifras de casos de femicidio, así como a viabilizar las denuncias que puedan existir por parte de afectadas por la violencia de género contra la mujer, y también una casa de acogida para protección de las víctimas de violencia. Passailaigue así mismo es coordinadora de la campaña.